# Podwika

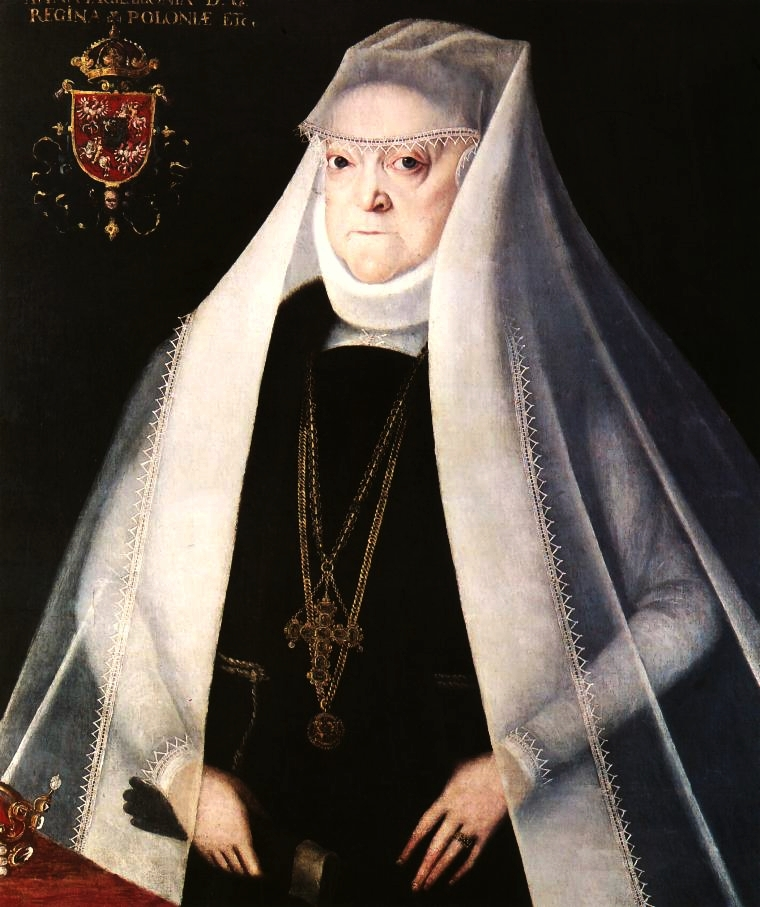
Anna Jagiellonka, pędzla Marcina Kobera, 1595

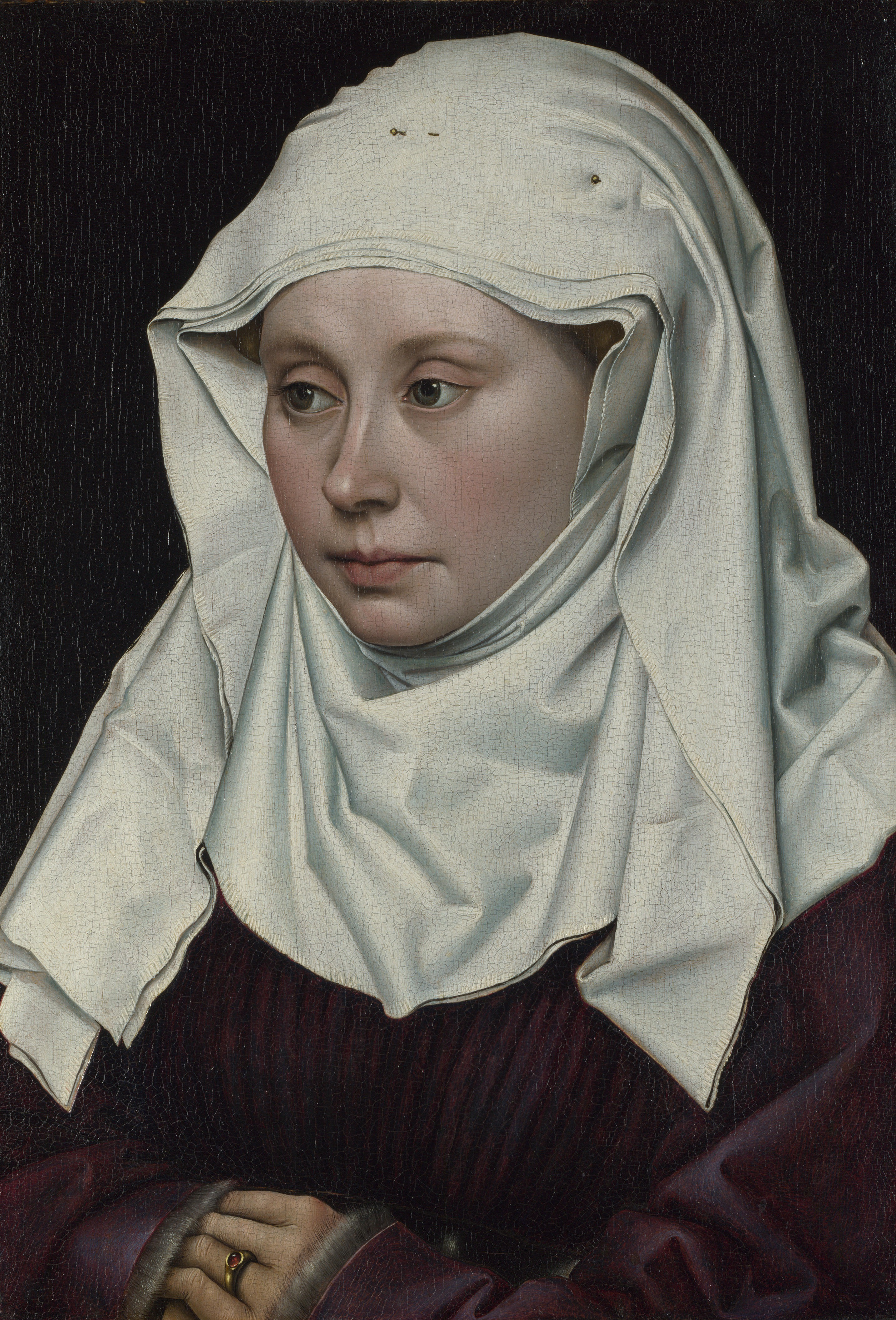
Portret kobiety w podwice, Robert Campin

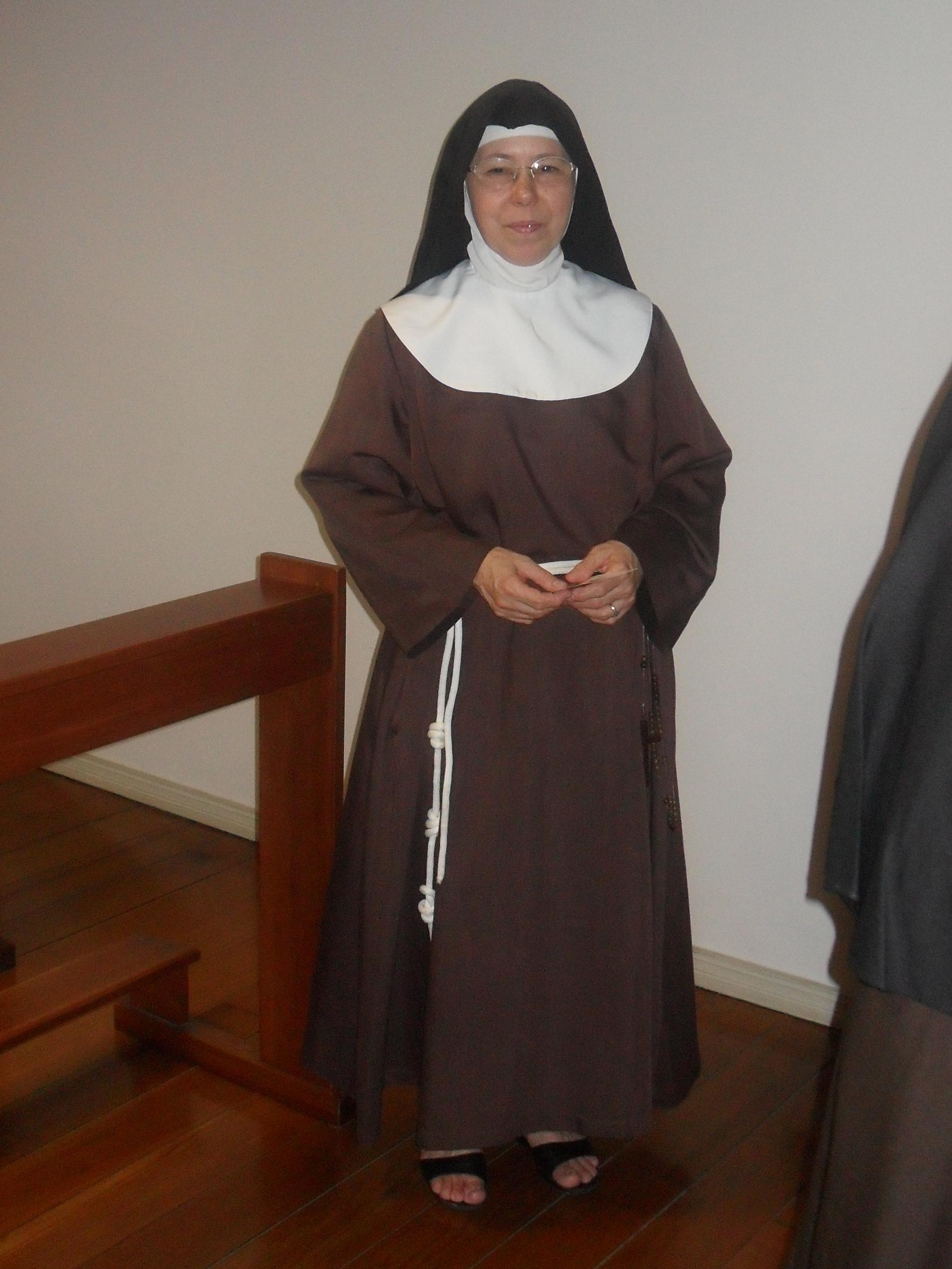
Strój zakonny klaryski.

Podwika, podwiczka, podwijka – element stroju noszony przez zamężne kobiety począwszy od wczesnego średniowiecza.
Początkowo była to duża chusta, najczęściej z białego płótna, zasłaniająca szyję, boki twarzy, podbródek i uszy. Wiązano ją na czubku głowy lub spinano na karku i przykrywano drugą chustą lub czepcem. W XIV-XV wieku podwika zaczęła w większości krajów europejskich przybierać formę wąskiego paska pod brodą i jako taka noszona była do XVI wieku(wg innego źródła w XIII-XIV wieku). Na podwikę nakładano czepek, który miał formę szerokiej opaski zasłaniającej czoło (gebende). W stroju książęcym na czepek zakładano diadem.
W Polsce przetrwała w bardziej tradycyjnej formie i powszechnie noszono ją do połowy XVII wieku, głównie z rańtuchem. Stała się elementem szlacheckiego stroju narodowego kobiet. Również w Polsce występowała nieraz w formie paska pod brodą, była jednak wówczas szersza i grubsza niż w krajach Europy Zachodniej.
Później podwika przeszła do stroju ludowego. Pod nazwą namitki jest charakterystyczna dla Białorusi.
Określenie podwika stało się synonimem kobiety, niewiasty:

Do czasów współczesnych przetrwała w strojach zakonnych niektórych zgromadzeń np. klarysek.